# Trau, schau, wem!
Trau, schau, wem! (även känd under titeln Waldmeister-Walzer), op. 463, är en vals av Johann Strauss den yngre. Den spelades första gången den 15 december 1895 i Gyllene salen i Musikverein i Wien. 

## Historia
Den 30 januari 1895 skrev den tyske målaren Franz von Lenbach ett brev till Johann Strauss i Wien: "Högt ärade Maestro! Tack vare det oerhört framgångsrika framförandet av er gudomliga musik till den charmiga 'Läderlappen' har jag åter blivit påmind, och jag törs även säga uppmuntrad, att tillfråga Maestron själv om denna min ödmjuka förfrågan: skulle ers höghet ge mig möjligheten att en dag få måla ert porträtt) Jag skulle bli mycket glad om ni inte avslog min önskan. Med största beundran, er tillgivne F. Lenbach". Konstnären var då Tysklands mest uppburne porträttmålare och hade redan avbildat kejsare Vilhelm I av Tyskland, Otto von Bismarck, William Gladstone, Franz Liszt och Richard Wagner. Strauss accepterade glatt erbjudandet, både för både honom själv och hans hustru Adèle, och paret for till München i åtta dagar och satt modell. Samtidigt "umgicks de i sällskapet av Lenbach, Franz Defregger, Paul Heyse och andra prominenta män inom litteratur och konstnärskap i den bayerska huvudstaden" (Musical Courier, London upplagan, 22 juni 1895). Lenbach målade tre porträtt av Johann och två av Adèle, för att senare överräcka två av dessa med sina hälsningar. 'Musical Courier' noterade: "Johann Strauss nästa komposition kommer bli en Lenbach-Walzer, till den tyske målarens ära".
Strauss tillägnade verkligen sin "Lenbach-Walzer" till Franz von Lenbach. Valsen, formellt benämnd Trau, schau, wem!, byggde på melodier från Strauss senaste operett Waldmeister, som hade haft premiär på Theater an der Wien den 4 december 1895. Johanns broder Eduard Strauss dirigerade Capelle Strauss i det första framförandet av valsen Trau, schau, wem! vid en av sina söndagskonserter i Musikverein den 15 december 1895. (Sommaren 1897 framförde Eduard valsen i London under titeln 'Wife, see who comes'.) Några recensenter ansåg att Waldmeister-Walzer (den titel som verket också var känt som och först publicerad som) blickade tillbaka på Strauss "guldår", och refererade till valsen som en "inverterad Donau-vals", då det uppåtgående arpeggiot av de tre första tonerna i An der schönen blauen Donau (op. 314) nu var inverterat till ett nedåtgående arpeggio.

## Om valsen
Speltiden är ca 10 minuter och 43 sekunder plus minus några sekunder beroende på dirigentens musikaliska tolkning.
Valsen var ett av sex verk där Strauss återanvände musik från operetten Waldmeister:
- Trau, schau, wem!, Vals, Opus 463
- Herrjemineh, Polka-française, Opus 464
- Liebe und Ehe, Polkamazurka, Opus 465
- Klipp-Klapp-Galopp, Schnellpolka, Opus 466
- Es war so wunderschön, Marsch, Opus 467
- Waldmeister-Quadrille, Kadrilj, Opus 468

## Weblänkar
- Trau, schau, wem! i Naxos-utgåvan.